# Zalîpea, Rohatîn
Zalîpea (în ucraineană Залип`я) este un sat în comuna Potik din raionul Rohatîn, regiunea Ivano-Frankivsk, Ucraina.

## Demografie
Componența lingvistică a localității Zalîpea
     Ucraineană (99,15%)
     Alte limbi (0,85%)
Conform recensământului din 2001, majoritatea populației localității Zalîpea era vorbitoare de ucraineană (99,15%), existând în minoritate și vorbitori de alte limbi.